# Céline Amaudruz
Céline Amaudruz (nascida a 15 de março de 1979, em Genebra) é uma política suíça do Partido Popular Suíço. Ela foi eleita para o Conselho Nacional nas eleições federais suíças de 2011 e serviu como presidente cantonal do Cantão de Genebra de 2010 a 2016.